# Prosopocoilus romeoi
Prosopocoilus romeoi là một loài bọ cánh cứng trong họ Lucanidae. Loài này được Lacroix & TARONI en Lacroix Ratti & Taroni mô tả khoa học năm 1983.